# فالديكاسا
بلدية فالديكاسا (بالإسبانية: Valdecasa) هي بلدية تقع في مقاطعة آبلة التابعة لمنطقة قشتالة وليون وسط إسبانيا.

## الديموغرافيا
بلغ عدد سكان بلدية فالديكاسا 75 نسمة عام 2011 (وفقاً للمعهد الوطني للإحصاء الإسباني).
| 126 | 116 | 102 | 88 | 91 | 74 | 75 |